# MicroLED

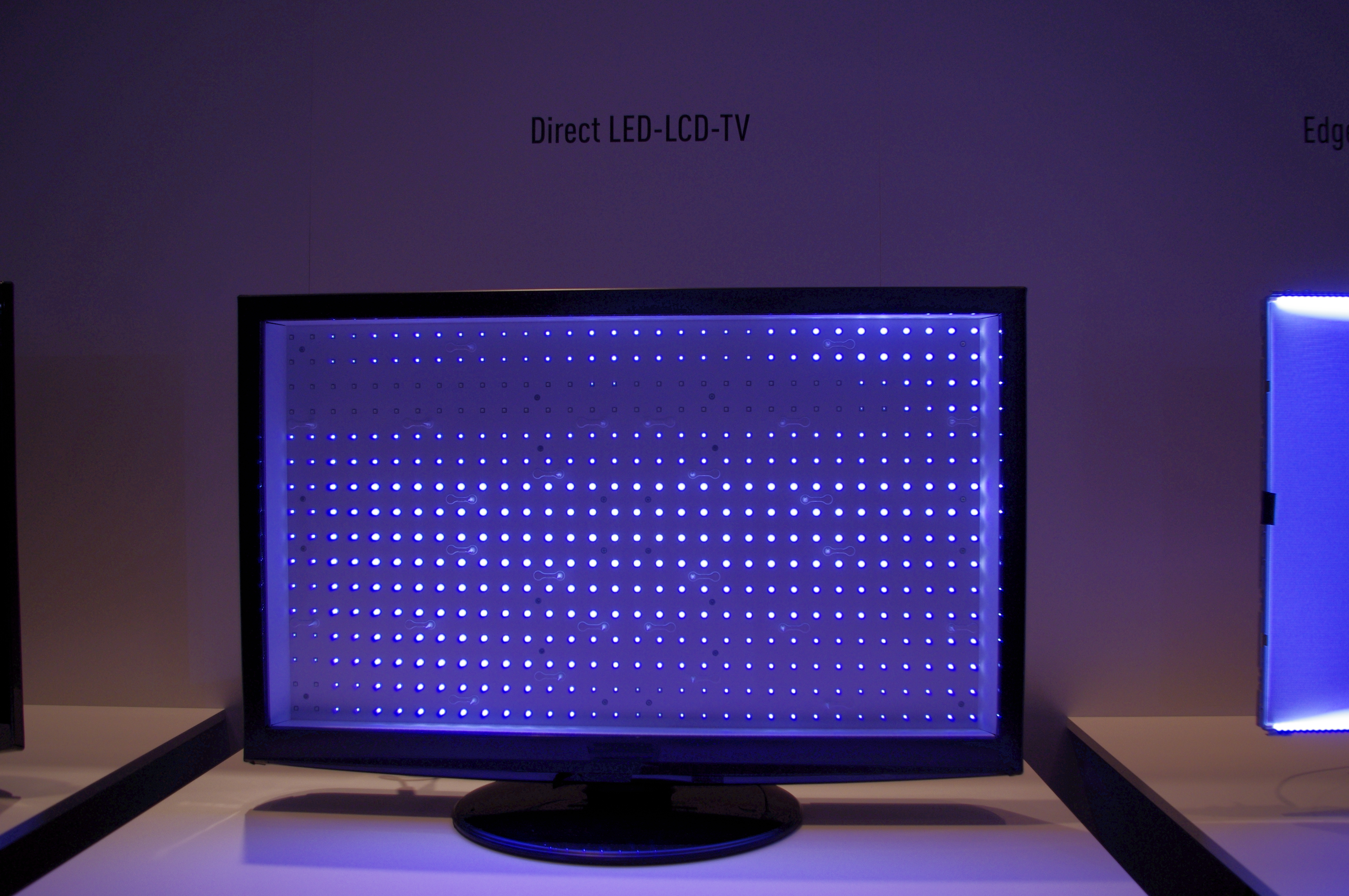
Fig.1 Pantalla plana amb punts de LED

MicroLED (també conegut per micro-LED, mLED o µLED) és una tecnologia emergent en el sector de pantalles planes. MicroLED consisteix d'una matriu on cada pixel está format per un LED microscòpic (de l'ordre de micròmetres).

## Història
- Va ser inventat el 2000 per un grup d'investigadors del Prof. Hongxing Jiang i Prof. Jingyu Lin de la universitat Texas Tech.
- El 2011, va ser anunciada una pantalla format VGA (640 x 480 pixels, amb mLeds de 12 micròmetres de grandària i 15 micròmetres de separació entre ells).
- El 2012, Sony crea una pantalla de 55 polzades amb 6,22 milions de microLeds.
- El 2015, Sony anuncia la gamma Cledis de pantalles de microLeds.
- El 2017, l'empresa VueReal aconsegueix resolucions de 4K amb una densitat de leds de 6000 ppi[3]
- El 2018, Samsung presenta al CES un televisor de tecnologia microLED amb dimensions de 146 polzades.[4]

## Propietats
- En comparació a la tecnologia LCD, ofereix gran contrast, temps de resposta més ràpid i menor consum d'energia.
- Juntament amb la tecnologia OLED, la seva aplicació va dirigida a dispositius portàtils de baix consum energètic com ara rellotges i telèfons intel·ligents.
- Contràriament a les pantalles OLED, els microLED estan fabricats en tecnologia GaN/InGaN i no tenen els problemes de vida limitada.[5]
- A inicis de 2017, la tecnologia microLED encara no s'ha comercialitzat massivament.